# Brousse-le-Château

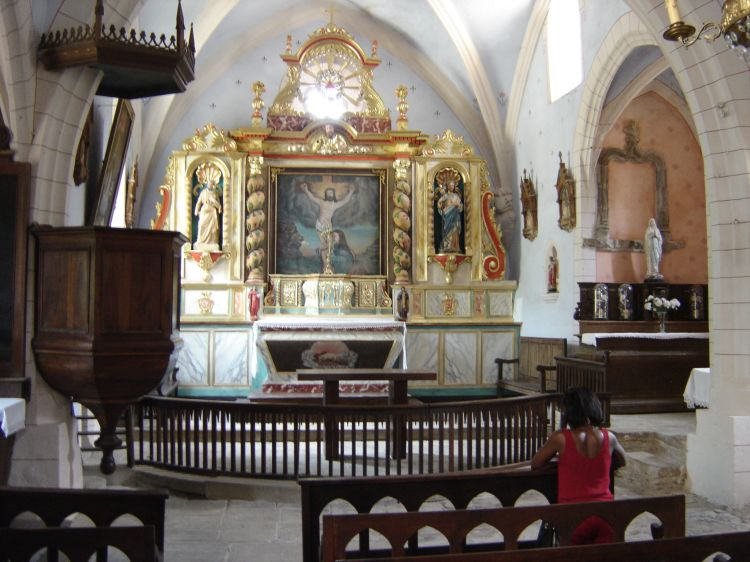
interieur van kapel in Brousse

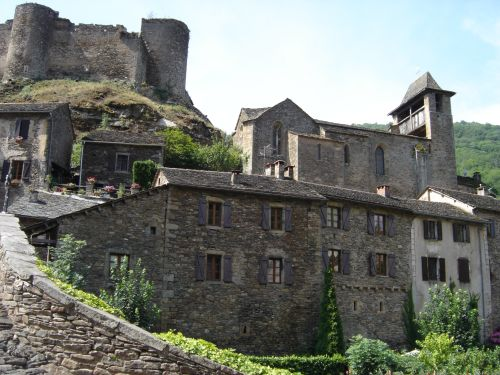
Het oude centrum van Brousse-le-Château

Brousse-le-Château is een gemeente in het Franse departement Aveyron (regio Occitanie) en telt 177 inwoners (2004). De plaats maakt deel uit van het arrondissement Millau.
Het is een plaatsje dat het moet hebben van het toerisme en één grote meubelmakerij. Het maakt deel uit van Les Plus Beaux Villages de France.
In het centrum van Brousse-le-Château staat Château de Brousse, een middeleeuws kasteel met een historie die tot in de 9e eeuw reikt. Daaromheen staan zeer oude huisjes en een klein, versterkt 15e-eeuws kerkje met een gotisch interieur en eeuwenoude graven Het is gewijd aan Sint Jacob van Compostella.
Het riviertje de Alrance stroomt door het dorp en mondt net ten noordwesten van het dorp uit in de Tarn. Even verderop ligt de brug over de Tarn van de D54, die ter plaatse grotendeels de Alrance volgt en de rivier ten oosten van het dorp oversteekt via een 20e-eeuwse brug. In het dorp zelf ligt een gotische brug over de Alrance, de Vieux Pont. Deze stamt uit 1366. Kasteel en brug zijn beschermde monumenten.

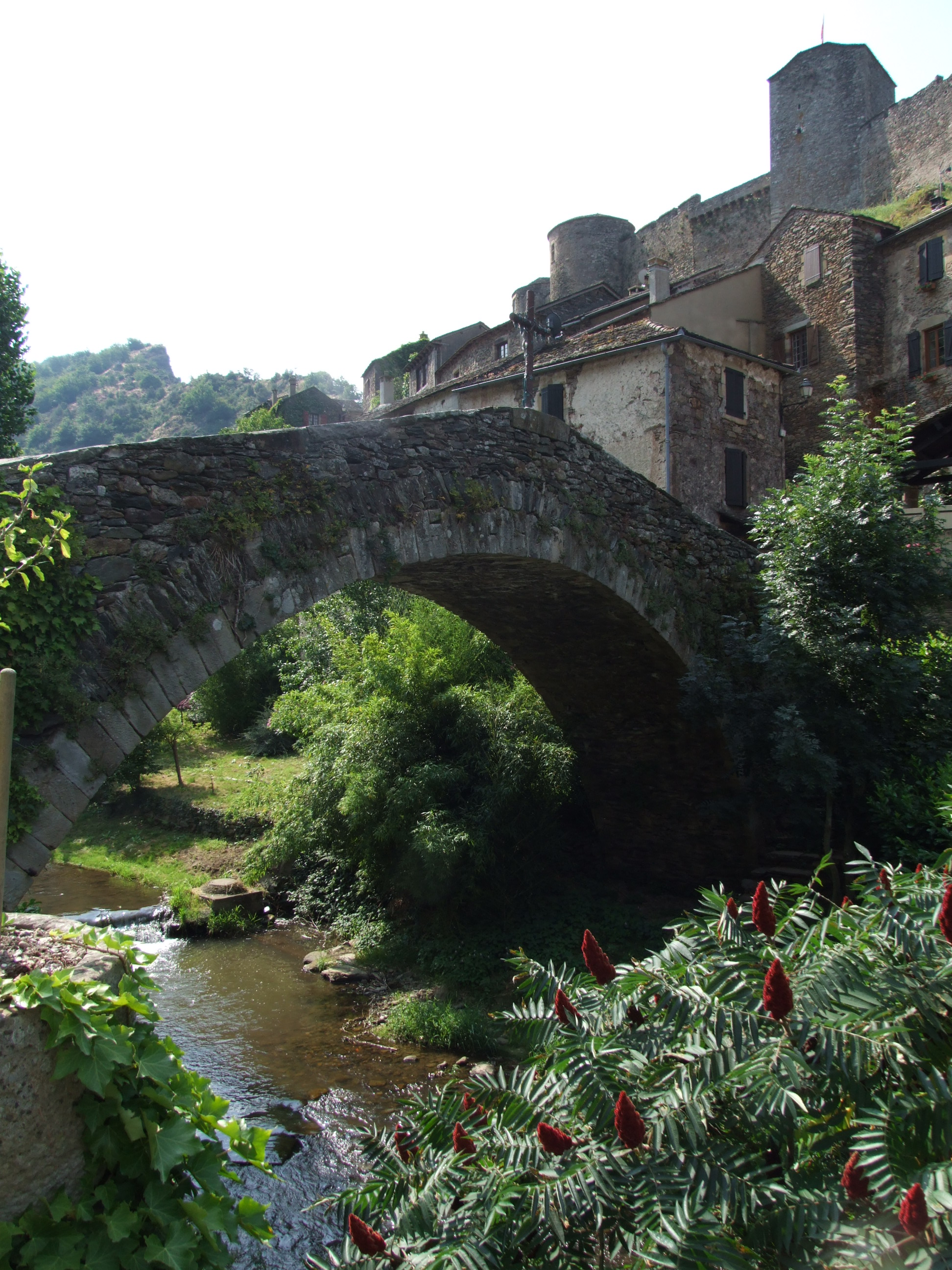
Pont Vieux over de Alrance in Brousse-le-Château

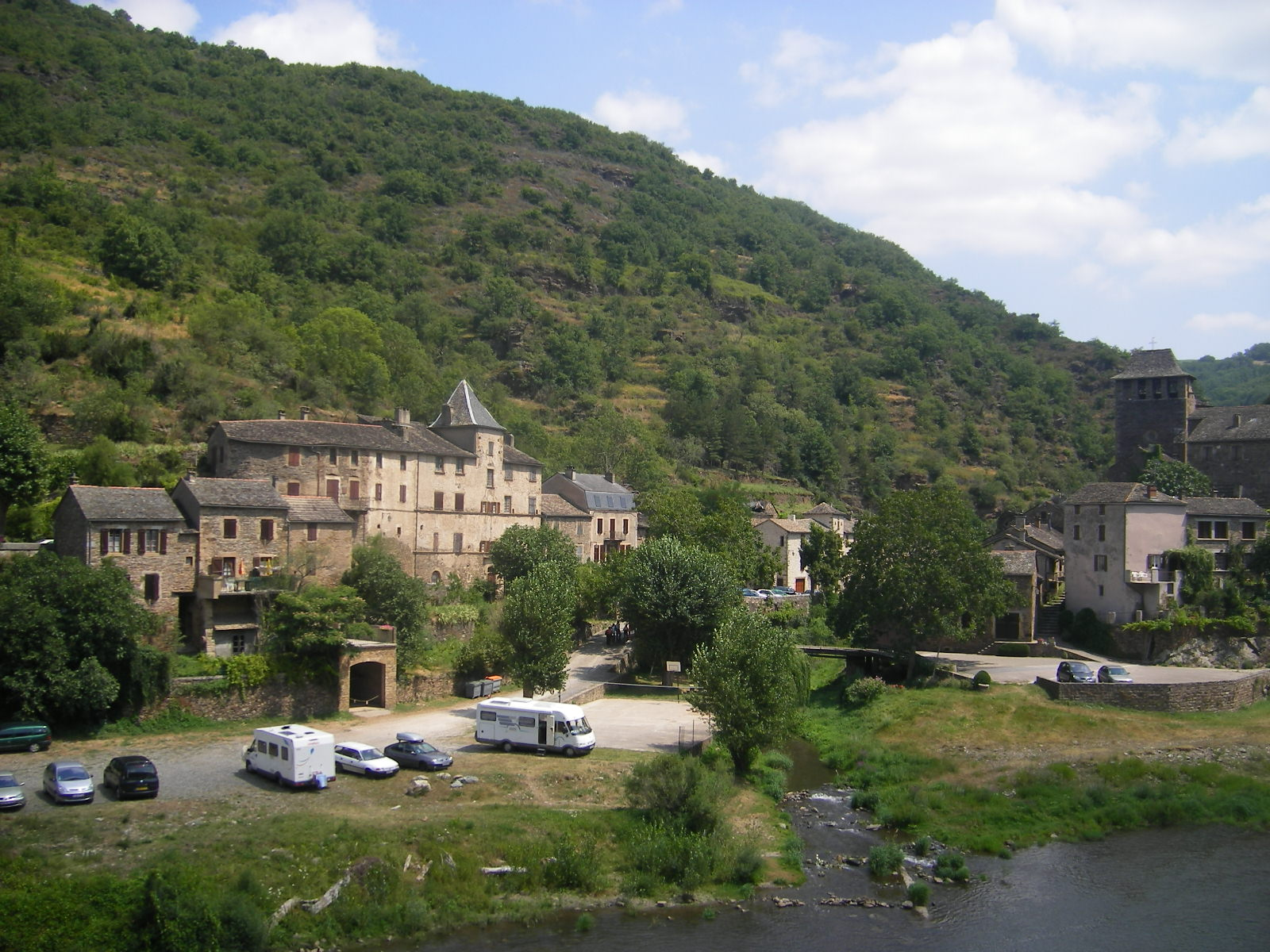
Brousse-le-Château, gezien vanaf de overkant van de Tarn, vlak bij de brug. Het kleine stroompje is de Alrance.

## Geografie
De oppervlakte van Brousse-le-Château bedraagt 15,6 km², de bevolkingsdichtheid is 11,3 inwoners per km². Het plaatsje ligt in het regionaal natuurpark Grands Causses.

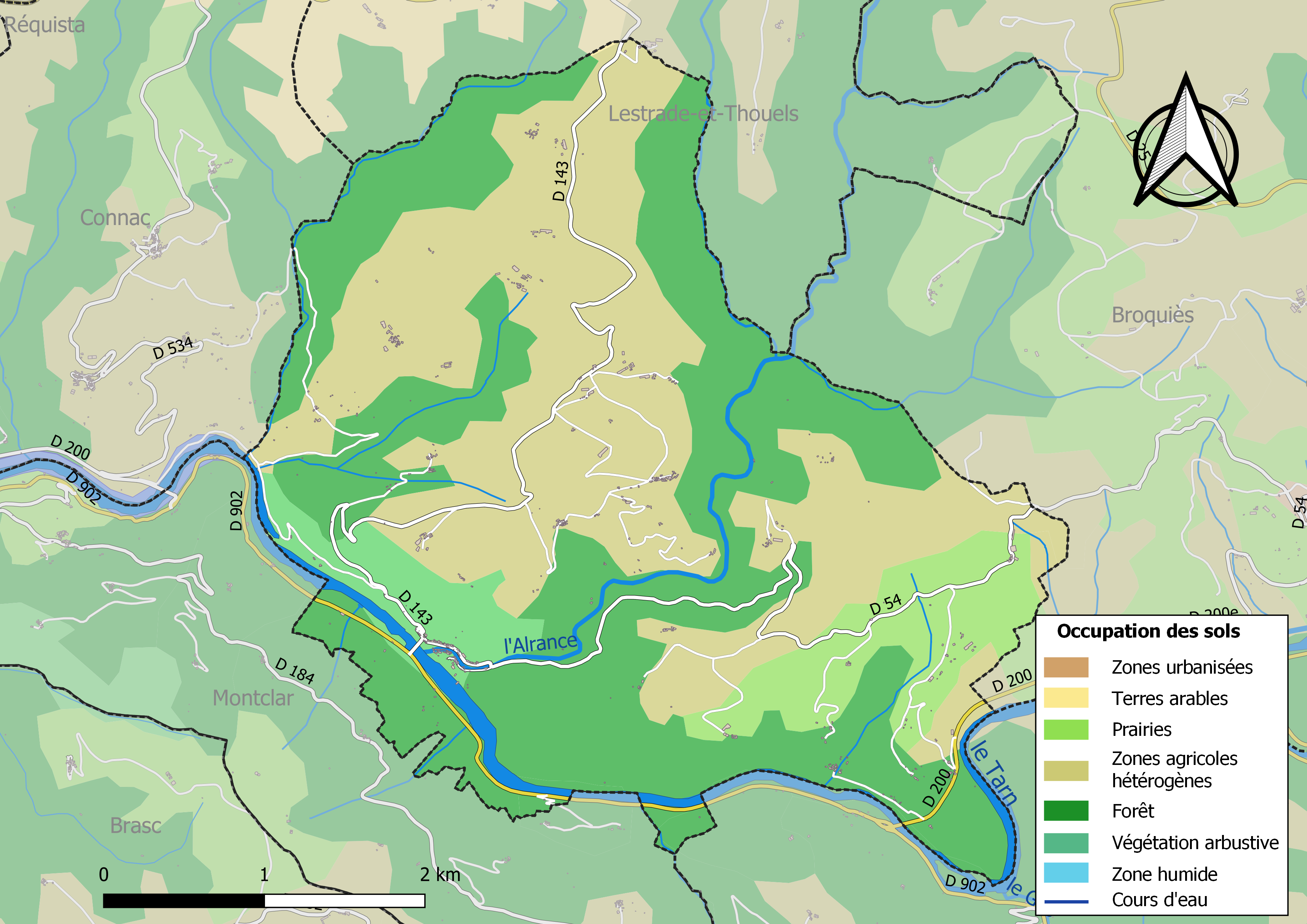
Kaart van de gemeente met de belangrijkste infrastructuur, bodemgebruik en omliggende gemeenten

## Demografie
Onderstaande figuur toont het verloop van het inwonertal (bron: INSEE-tellingen).

Vanwege een beveiligingsprobleem met de MediaWiki Graph-software is het momenteel niet mogelijk deze grafiek weer te geven. Zodra de software is bijgewerkt zal de grafiek vanzelf weer zichtbaar worden.